# Madonna Salting
La Madonna Salting (Madonna col Bambino) è un dipinto olio su tavola (43,2x34,3 cm) attribuito ad Antonello da Messina, databile al 1460-1469 circa e conservato nella National Gallery di Londra.

## Storia
L'opera era considerata di un allievo di Antonello, anche se oggi si tende a ritenerla opera autografa della fase giovanile dell'artista, legata al 1460 circa, quando l'autore si trova a Messina. Probabilmente si tratta di un'opera nata per la devozione privata.
Entrò nel museo nel 1910 con il lascito Salting.

## Descrizione e stile
La tavola mostra una certa disorganicità stilistica, con un'alta qualità nella Vergine e nella sua veste, mentre è più scarsa nel Bambino e negli angeli. L'opera mostra la Madonna a mezzo busto col Bambino in braccio mentre viene incoronata come Regina del cielo. Il Bambino tiene in mano una melagrana, simbolo della fertilità e della regalità di Maria, ma anche della Passione per il colore rosso degli acini, come il sangue. Il velo trasparente della Vergine rappresenta un brano di alto virtuosismo, così come la fine descrizione dei gioielli e del broccato.
Il trattamento geometrico del volume della Vergine racchiuso nel suo manto viene di solito messo in relazione con il Polittico di San Gregorio. Gli angeli, lo sfondo scuro, l'elaborata corona con effetti di lustro metallico, rimandano all'arte fiamminga di cui Antonello fu l'interprete che seppe mediare con la spazialità e la monumentalità italiana.